# Клаус-Казимир Оранский-Нассау
Клаус-Казимир Бернхард Мариус Макс Оранский-Нассау, йонхеер ван Амсберг (нидерл. Claus-Casimir Bernhard Marius Max graaf van Oranje-Nassau, jonkheer van Amsberg; род. 21 марта 2004, Гаага) — нидерландский аристократ и предприниматель, единственный сын принца Константина Нидерландского.

## Биография
Клаус-Казимир родился 21 марта 2004 года в Гааге в семье принца Константина Нидерландского и его супруги Лаурентин Бринхорст. 10 октября 2004 года прошло его крещение, после которого он получил имя Клаус-Казимир Бернхард Мариус Макс. У него есть две сестры: старшая Элоизе (род. 2002) и младшая Леонор (род. 2006).
Клаус-Казимир получил среднее образование на родине, а затем уехал в Великобританию, где поступил в школу-интернат Гордонстоун, которую закончил летом 2022 года.
В сентябре 2020 года Клаус-Казимир в возрасте 16 лет открыл собственный интернет-магазин по продаже кроссовок Grails Plug. В последующие годы при непосредственном участии Клауса-Казимира были открыты несколько компаний, среди которых компания по производству кроссовок MySneakers и маркетинговое агентство Orange Media.
После окончания школы-интерната было объявлено, что Клаус-Казимир продолжит образование в Бизнес-школе ESCP.